# Nico Mattan
Nico Mattan (nascido em 17 de julho de 1971) é um ex-ciclista de estrada belga. Seu maior feito no ciclismo foi vencendo o clássico Gent-Wevelgem em 2005.
Passou para o profissionalismo em 1994 com a equipe Lotto. Em 2000, participou nos Jogos Olímpicos de Sydney na prova de estrada individual, terminando em trigésimo segundo lugar. Venceu dois prólogos de Paris-Nice, em 2001 e 2003. Disputou sua última corrida como profissional em 2007 no Tour de Eurométropole.